# Marsh Harbour Airport
Marsh Harbour Airport är en flygplats i Bahamas. Den ligger i den norra delen av landet, 160 km norr om huvudstaden Nassau. Marsh Harbour Airport ligger 2 meter över havet.
Terrängen runt Marsh Harbour Airport är mycket platt. Havet är nära Marsh Harbour Airport åt nordost. Runt Marsh Harbour Airport är det glesbefolkat, med 10 invånare per kvadratkilometer.. Närmaste större samhälle är Marsh Harbour, 3,9 km nordost om Marsh Harbour Airport. 
I omgivningarna runt Marsh Harbour Airport växer i huvudsak blandskog.